# ユカ・タマダ
ユカ・タマダ（Yuka Tamada, 1992年12月28日 - ）は、日系インドネシア人の女優、歌手、ギタリスト。
2013年から2014年にかけてインドネシアで放送されたアイドルシリーズのオーディション番組『インドネシアン・アイドル』のシーズン6に参加し、第4位まで勝ち残った。
2015年からは女優として映画やテレビシリーズに出演している。